# プーと大プー
プーと大プー（プーとだいプー）は、チベット語で「プー・タン・プーチェンボ(བོད་དང་བོད་ཆེན་པོ、bod dang bod chen po)」と言い、チベット全域に対する地理的な区分方法の一つ。チベットの古典文献においてチベットの地域的な区分の様々なバリエーションが列挙・提示される場合に、その一種として登場する。
インド人がチベットを呼ぶ際、インドに近い部分を「ボータ(Bhota)」と、インドから遠い部分を「マハー・ボータ(大ボータ, Mahabhota)」と、それぞれ読んだ区分法に対応した表現であり、チベット人の間では、「インドの学者による用法」として認識されている。

## 歴史的な資料における記述

### チョネ版チベット大蔵経の開版縁起の記述
アムド東部（甘粛省ケンロ州）の チョネの領主が チベット大蔵経を開版した際に執筆させた開版縁起（1773年成立）の中には、「プーと大プー」をはじめ、チベット全域を示す表現が各種列挙されている。
（前略）このように、雪ある国 (kha ba can gyi yul) の中心に」と説かれているような、無数の福徳のある国 (yon tan mtha' yas pa dang ldan zhing) 、無数の仏と菩薩が加持した土地 (sangs rgyas dang byang chub sems dba' grangs med pas byin gyis brlabs pa'i gnas) 、涼しき国 (bsil ldan gyi ljongsl) 、もしくは『無垢光明天女授記経』に赤き顔の人の国 (gsong ddmar can gyi yul) と説かれているこの国において、三チョルカとかプーと大プーと呼ばれているうちの、馬のチョルカ・ドメー、大プーであるこの土地は、チベット中にありふれている類書に「西方の池のごときガリ三域と、中央の水路のごときウー・ツァン四翼と、東方の耕地のごときカム六高地」などと説かれている中の後者であり、（後略）
（前略）de ltar kha ba can gyi yul dbus su// zhes bshad pa ltar gyi yon tan mtha' yas pa dang ldan zhing/ sangs rgyas dang byang chub sems dpa' grangs med pas byin gyis brlabs pa'i gnas/ bsil ldan gyi ljongs sam/ lha mo drima med pa'i 'od lung bstan pa'i mdo las/ gdong dmar can gyi yul du gsungs pa 'di nyid la chol kha gsum dang/ bod dang bod chen po zhes grags pa las/ mdo smad rta'i chol kha/ bod chen po'i yul ljongs 'di ni bod spyi'i 'dra dpe stod du mnga' ris skor gsum rdzing lta bu dang/ bar du dbus gtsang ru bzhi yur ba lta bu dang/ smad du mdo khams sgang drug zhing lta bu'i tshul du bshad pa'i phyi ma ying zhing/ 

### 『パクサムジョンサン』の記述
第三章チベットの章(le'u gsum pa/ bod kyi skabs)には次のような一節がある。
- bod la bod chung bod chen gnyis yod pa'i nang gi bod chung dbus gtsang phyogs su 'gro ba thog mar byung tshul la ......
  - (翻訳1)プーに小プー、大プーのふたつがあるうち、小プーのウーツァン地方に衆生がはじめて生じた有様は(後略)
  - (翻訳2)チベットに「小チベット」、「大チベット」のふたつがあるうち、「小チベット」のウーツァン地方に衆生がはじめて生じた有様は(後略)

## 他の呼称との相違

### 「チベット三州」等との相違
- 単に「プー(bod)」と言った場合、チベット語で「チベット」を意味する最も一般的な呼称である。
- が、「大プー(bod chen po)」と対比された場合の「プー(bod)」は、歴史的・伝統的にウーツァン（ウー＋ツァン）とも呼ばれる、中央チベットのみを指す呼称となる。
  - この場合の「プー」は、「小プー(bod chung)」とも呼ばれ、中華人民共和国の行政区分における、チャムド地区を除く西蔵自治区（チベット自治区）の大部分に該当する。
- 一方、「大プー(bod chen po)」は、歴史的・伝統的にアムド、カムとも呼ばれる２地域から成る、チベット東部を指す。
  - アムドは、中華人民共和国の行政区分における、青海省の全域、甘粛省のケンロ・チベット族自治州（甘南州）、同じく甘粛省・武威市のパリ・チベット族自治県（天祝県）、四川省のガパ・チベット族チャン族自治州（阿壩州）などから成る。
  - カムは、中華人民共和国の行政区分における、西蔵自治区の東部を占めるチャムド地区（昌都地区）、四川省のカンゼ・チベット族自治州（甘孜州）、同じく四川省・涼山イ族自治州のムリ・チベット族自治県（木里県）、雲南省のデチェン・チベット族自治州（迪慶州）などから成る。
- 上記の外にガリー（ンガリやガリとも）やレプコンも歴史的・伝統的なチベットに含まれる。

### 「大チベット（大チベット区）」と「大プー」との相違
- チベット古典の用法における「大プー」は、アムドやカムから成るチベット東部のみをさし、中央チベットを含まない。
- 一方、現代における「大チベット」や「大チベット区」は、使用する立場により、「大プー」と同義で使用されることもあれば、中央チベットとチベット東部とを併せた地域を指して使用されることもある。
- その意味で「大プー」は、「大チベット」や「大チベット区」とは、必ずしも一致しない。